# Donald Robert Perry Marquis

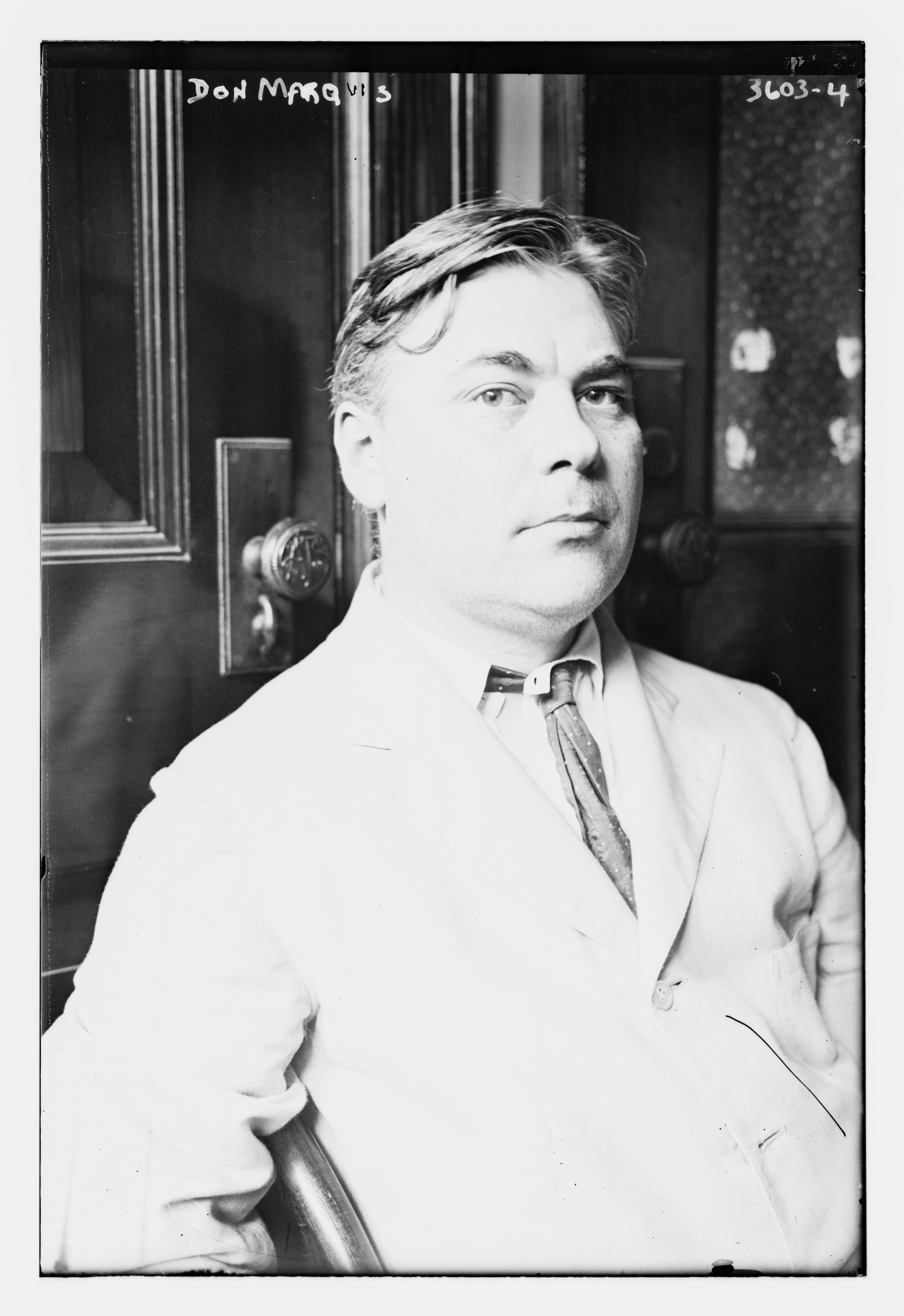

Donald Robert Perry Marquis (* 29. Juli 1878 in Walnut (Illinois); † 29. Dezember 1937 in New York) war ein US-amerikanischer Schriftsteller, Dichter und Journalist. Sein bekanntestes Werk sind die Gedichte von archy und mehitabel. Er veröffentlichte unter der Kurzform Don Marquis.

## Leben
Don Marquis besuchte die Highschool in Walnut, wo er 1894 abschloss. Anschließend besuchte er die Knox College Academy, die er jedoch nach kurzer Zeit wieder verließ. Danach arbeitete er als Reporter in Washington D.C. wo er vorübergehend auch eine Kunsthochschule besuchte und in Philadelphia. 1902 zog er nach Atlanta, wo er für die Atlanta News und das Atlanta Journal arbeitete. 1907 ging er zu der Zeitschrift Uncle Remus’ Magazine, wo er seine erste Frau, Reina Melcher, kennenlernte; die beiden heirateten 1909. Aus der Ehe gingen zwei Kinder, der Sohn Robert (1915–1921) und die Tochter Barbara (1918–1931) hervor.
1909 ging Don Marquis nach New York, wo er für mehrere Zeitungen arbeitete, bevor er 1912 eine Stelle bei der Zeitung The Evening Sun bekam, für die er in der Folge seine berühmte Kolumne The Sun Dial schrieb. Die Besonderheit der Kolumne machte nicht allein Don Marquis’ sehr persönlicher, witziger und anspielungsreicher Stil aus, sondern mehr noch die darin immer wieder auftretenden fiktiven Figuren, zu denen unter anderen der Trinker „Old Soak“ sowie die Küchenschabe Archy und die Straßenkatze Mehitabel gehörten.
In den 1920er Jahren war Don Marquis einer der erfolgreichsten New Yorker Journalisten und Autoren. 1922 verwendete er seine Figur Old Soak als Protagonisten für ein Theaterstück, das am Broadway großen Erfolg hatte und 423 Aufführungen erlebte; später wurde es auch verfilmt und für das Radio adaptiert. Ebenfalls 1922 ging Marquis zur New York Tribune (ab 1924 New York Herald Tribune), wo seine Kolumne unter dem Titel The Lantern erschien.
1923 starb seine Frau Reina. 1925 gab er seine Stelle beim New York Herald Tribune auf. In der Folge arbeitete er freiberuflich unter anderem weiter für die Tribune und für Collier’s. 1926 heiratete Don Marquis Marjorie Potts Vonnegut. 1929 ging er als Drehbuchautor nach Hollywood, brach diesen Versuch jedoch nach kurzer Zeit enttäuscht wieder ab. Seine zweite Frau, Marjorie, starb 1936. Marquis selbst hatte die letzten Jahre seines Lebens mit großen gesundheitlichen Problemen zu kämpfen. Nach mehreren Herzinfarkten und gebrochen durch den frühen Tod seiner Kinder und seiner zweiten Frau, starb er 1937.
Seit 1923 war er Mitglied der American Academy of Arts and Letters.

## Schaffen
Don Marquis’ berühmtestes Werk sind die Gedichte über Archy und Mehitabel. Archy ist, nach eigener Auskunft, ein Vers-libre-Poet, der als Küchenschabe wiedergeboren wurde. Er ist der Verfasser der Gedichte, die zum Teil an Don Marquis adressiert sind. Archy, so die Fiktion, lebt im Haus von Don Marquis und schreibt nächtlich seine Gedichte auf dessen Schreibmaschine. Da er als Küchenschabe nur tippen kann, indem er auf die Schreibmaschine klettert und dann auf die jeweilige Taste herunter springt, kann er keine Großbuchstaben oder andere Zeichen, die nur mittels Umschalttaste erzeugt werden können, benutzen – entsprechend die eigenwillige Diktion der Gedichte. Mehitabel ist, so gibt sie an, eine Reinkarnation der Königin Kleopatra. Sie versteht sich als Künstlerin, als gescheiterte Schauspielerin, die oft auf der Straße lebt, wo sie sich mit zwielichtigen Katern herumschlägt.
In den Gedichten spricht Marquis, immer im Gewande von Archy der Küchenschabe, eine Vielzahl sozialer und politischer Probleme – vom Ersten Weltkrieg über Arbeitslosigkeit bis hin zur Prohibition – an. Aus der Perspektive der Küchenschabe erhalten die Texte einen äußerst reizvollen Witz, und es gelingen Zuspitzungen, die in anderem Gewande aufgesetzt und moralisierend wirken würden. Die eigenwillige Schreibweise Archys verleiht den Gedichten zudem einen originellen Ton, der oft übergangslos von Witz zu Tragik wechselt.
Noch zu Lebzeiten von Don Marquis erschienen mehrere Sammelbände mit den Gedichten, einer davon mit kongenialen Illustrationen des Comiczeichners George Herriman.

## Preise
Don Marquis wurde dreimal für den O. Henry Memorial Prize für kurze Erzählungen nominiert, zum Mitglied des National Institute of Arts and Letters ernannt und erhielt eine Medaille der Mark Twain Society.

## Werke
- Danny’s Own Story. Garden City, New York 1912
- Dreams & Dust. New York und London 1915
- The Cruise of the Jasper B. New York und London 1916
- Hermione and Her Little Group of Serious Thinkers. New York und London 1916
- Prefaces. New York und London 1919
- The Old Soak and Hail and Farewell. Garden City und Toronto 1921
- Carter and Other People. New York und London 1921
- Noah an’ Jonah an’ Cap’n John Smith, a Book of Humorous Verse. New York und London 1921
- Poems and Portraits. Garden City und Toronto 1922
- Sonnets to a Red-Haired Lady (By a Gentleman with a Blue Beard), and Famous Love Affairs. Garden City und Toronto 1922
- The Revolt of the Oyster. Garden City 1922
- The Old Soak’s History of the World, with Occasional Glances at Baycliff, L.I., and Paris, France. Garden City 1924
- The Dark Hours, Five Scenes From a History. Garden City 1924
- The Awakening & Other Poems. London 1924
- Out of the Sea, a Play in Four Acts. Garden City 1927
- The Almost Perfect State. Garden City 1927
- archy and mehitabel. Garden City 1927
- Love Sonnets of a Cave Man, and Other Verses. Garden City 1928
- When the Turtles Sing, and Other Unusual Tales. Garden City 1928
- A Variety of People. Garden City 1929
- Off the Arm. Garden City 1930
- archys life of mehitabel. Garden City 1933
- Master of the Revels, a Comedy in Four Acts. Garden City 1934
- Chapters for the Orthodox. Garden City 1934
- archy does his part. Garden City 1935
- Sun Dial Time. Garden City 1936
- Sons of the Puritans. New York 1939

## Verfilmungen
- The Old Soak, 1926
- Skippy, 1931 (Drehbuch)
- The Good Old Soak, 1937